# 封氏闻见记
《封氏闻见记》是唐代封演著的笔记，全书共十卷，前六卷記掌故，七、八卷多記古跡，後兩卷多記士大夫之軼聞，内容包括宗教、典籍、声韵、制度、掌故、古迹、轶事和自然现象等。原有101条，有不少缺文。纪晓岚《四库全书总目提要》对此书有很高的评价：“唐人小说多涉荒怪，此书独语必徵实”。此书詳实记录唐代史料，有些材料还是其他典籍所無，因此历来被史家看重。1958年，中華書局出版趙貞信校注版。

## 版本
- 天一阁明钞本
- 《四库全书》本
- 《学海类编》本
- 王国维校本

## 出版
- 封演：《封氏闻见记》中华书局  ISBN 710104722-X